# Real Sociedad Gimnástica Española

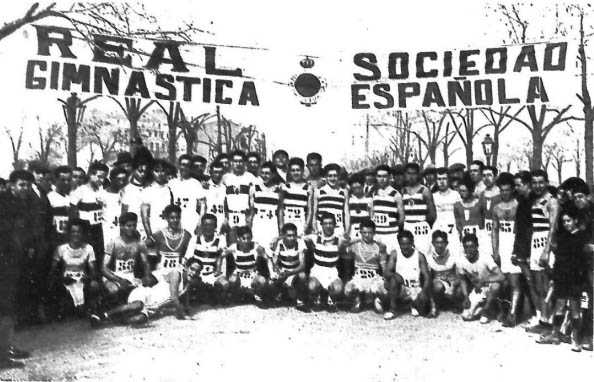
Uno scatto della Real Sociedad Gimnástica Española nel 1926

La Real Sociedad Gimnástica Española, meglio conosciuta come Gimnástica de Madrid, fu una società polisportiva spagnola principalmente nota per le sue squadre di calcio e di rugby.
L'uniforme era bianco-nera.

## Storia
La polisportiva fu fondata nel 1887 a Madrid de facto da Narciso Masferrer, pioniere dello sport di etnìa mista castigliana e catalana; nel 1889 venne formalizzata la forma societaria e lo statuto.
Nel 1907 nacque la sezione di calcio, che fu tra le fondatrici della Federazione due anni più tardi.
Nel 1932 fu anche tra le artefici della rifondazione della federazione ginnica spagnola, costituitasi nel 1898 ma dissoltasi anni dopo.
A livello calcistico la squadra vinse quattro campionati regionali Centro, tre dei quali consecutivi (dal 1910 al 1912 e poi nel 1914), mentre invece in Coppa di Spagna giunse alla finale nel 1912.
La formazione di calcio si sciolse nel 1928 dopo l'avvento del professionismo nella disciplina in Spagna, per incapacità di sostenere i costi del nuovo status giuridico dei giocatori.
La formazione di rugby, invece, fu campione di Spagna della disciplina nel 1935 avendo vinto la Coppa del Re che all'epoca era valida come campionato nazionale, battendo 11-3 nella gara di finale la formazione universitaria di Valencia.
Nel 1950 la polisportiva si aggiudicò la Copa Stadium, riconoscimento istituito nel 1923 per premiare quelle società o persone che si siano distinte per la promozione dello sport nel Paese.
Comunque, già in quegli anni la Gimnástica aveva di fatto cessato di esistere, non essendo più i suoi scopi e la sua struttura compatibili con il franchismo che stava rimodellando lo sport spagnolo.
Non esistono più notizie di attività della polisportiva nel secondo dopoguerra, infatti.

## Palmarès

### Rugby a 15

#### Competizioni nazionali
- Coppe del Re : 1

1935

### Calcio

#### Altri piazzamenti
- Coppa di Spagna:

Finalista: 1912
Semifinalista: 1911, 1914